# Ruby Lafayette
Ruby Lafayette est une actrice américaine née le 22 juillet 1844 à Augusta, Kentucky (États-Unis), décédée le 3 avril 1935 à Bell, Californie (États-Unis).

## Filmographie
- 1917 : Mother o' Mine : Mme Standing
- 1917 : The Man Trap : Mme Mull
- 1918 : The Strange Woman : Mme Hemingway
- 1918 : The Kaiser, the Beast of Berlin : Grand-mère Marcas
- 1918 : Beauty in Chains : Doña Perfecta
- 1918 : Le Frère de Black Billy (Three Mounted Men) de John Ford : Mme Masters
- 1918 : The Yellow Dog : Mme Blakely
- 1919 : Sue of the South : Granny Sue Gordon
- 1919 : Rustling a Bride : Aunt
- 1919 : Cyclone Smith Plays Trumps
- 1919 : In His Brother's Place : Amanda Drake
- 1919 : The Miracle Man
- 1919 : Toby's Bow : Grand-mère
- 1920 : Polly of the Storm Country : Granny Hope
- 1920 : Old Lady 31 : Granny
- 1921 : Big Bob
- 1922 : Borderland : Eileen
- 1922 : Catch My Smoke : Mme Archer
- 1922 : The Power of a Lie : Mme Hammond
- 1923 : Hollywood de James Cruze : Grand-mère Whitaker
- 1923 : The Day of Faith : Granny Maynard
- 1924 : The Phantom Horseman : Maxwell's Mother
- 1924 : Idle Tongues : Mademoiselle Pepper
- 1925 : Tomorrow's Love : Grand-mère
- 1925 : L'Homme du ranch (en) (The Coming of Amos) de Paul Sloane : Nounou
- 1925 : The Wedding Song : La mère
- 1926 : Femmes d'aujourd'hui (Butterflies in the Rain) d'Edward Sloman: Mme Humphries
- 1928 : Marriage by Contract : Grand'ma
- 1930 : Not So Dumb : Grand'ma